# Transtiretina

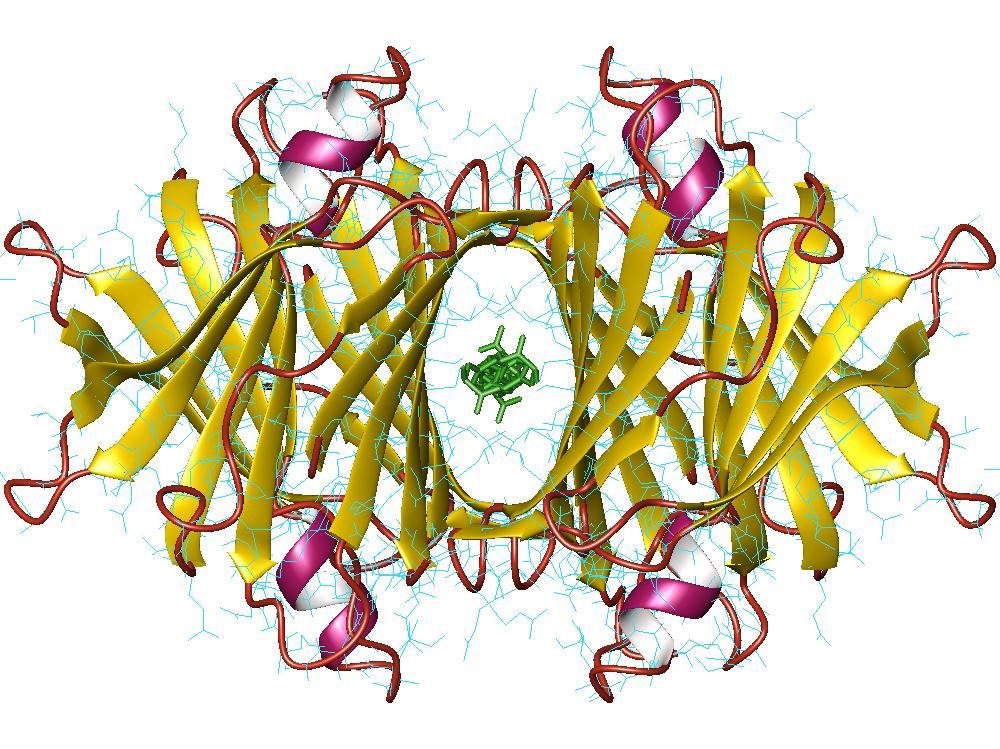
Transtiretina tetramerica

La transtiretìna (TTR) è una proteina secreta dal fegato e trasporta ormoni tiroidei, per i quali presenta un'affinità intermedia fra la TBG (thyroxine-binding globulin) e l'albumina, e retinolo, mediante costituzione di un composto trimero con la retinol-binding globulin.
Nel liquido cerebrospinale è l'unica proteina in grado di trasportare gli ormoni tiroidei, non essendo presenti in quantità apprezzabili né l'albumina né la TBG.
Poiché numerose altre molecole, per lo più farmaci e altre sostanze di provenienza esterna, si legano alla TTR, si pensa che un'altra funzione sia l'agevolazione dell'eliminazione di tali sostanze.
Veniva chiamata un tempo prealbumina poiché più veloce dell'albumina in un tracciato elettroforetico.
Vista la sua breve emivita (2-4 giorni) viene utilizzata come marcatore dello stato di nutrizione della settimana precedente l'osservazione medica.
| Proteina    | Emivita    | Concentrazione normale | Malnutrizione  | Malnutrizione | Malnutrizione |
| Proteina    | Emivita    | Concentrazione normale | lieve          | moderata      | severa        |
| ----------- | ---------- | ---------------------- | -------------- | ------------- | ------------- |
| Prealbumina | 2-4 giorni | 15,7-29,6 mg/dL        | 11-14,99 mg/dL | 5-10,99 mg/dL | <5 mg/dL      |

## Struttura
La TTR è un omotetramero di 55-kDa. Il monomero di base è composto da 127 amminoacidi legati in una struttura terziaria a foglietti beta. Due molecole identiche si legano e formano un dimero. La struttura quaternaria della molecola finale è rappresentata dall'assemblaggio di due dimeri identici con assetto speculare.
La molecola è sintetizzata principalmente dal fegato, ma viene prodotta anche dai plessi corioidei e dall'epitelio pigmentato retinico. Per tale motivo viene utilizzata come marcatore istochimico dei papillomi dei plessi corioidei.

## Patologie correlate
Un suo eccesso può portare a varie forme di Amiloidosi:
- SSA (senile systemic amyloidosis): amiloidosi senile sistemica, che interessa circa il 25% della popolazione sopra gli 80 anni
- FAP (familial amyloid polyneuropathy) polineuropatia amiloide familiare
- FAC (familial amyloid cardiomyopathy) cardiomiopatia amiloidotica familiare.

Sono note più di 100 mutazioni nella forma ereditaria.
Il fenotipo della malattia è estremamente variabile.
Il trattamento di scelta è rappresentato dal trapianto di fegato.
Uno studio svedese del 2009 pareva aver dimostrato un aumento della transtiretina nel sangue subito dopo l'esposizione a basse dosi di microonde non termiche (low-intensity non-thermal microwave radiation) prodotte da un telefono cellulare o da un cordless. Non si evidenziavano però correlazioni con le diverse condizioni di esposizione o con la tempistica del dosaggio ematico.  Gli stessi autori hanno successivamente effettuato altre osservazioni e nel 2015 hanno pubblicato un nuovo studio che non ha mostrato alcun effetto acuto clinicamente o statisticamente significativo sul livello sierico di transtiretina, S100β and β-trace protein. Il follow-up è stato effettuato per due ore.